# Tomasz Różycki (piłkarz wodny)
Tomasz Różycki (ur. 7 marca 1984 w Gorzowie Wielkopolskim)- polski waterpolista, wychowanek Stilonu Gorzów. Zawodnik takich klubów jak ŁSTW Łódź, Akademik Kosice, ŠKP Modrí Draci Košice. Obecnie zawodnik KS Waterpolo Poznań.
W latach 1999–2011 reprezentant Polski, uczestnik Letniej Uniwersjady 2009 w Belgradzie. Siedmiokrotny mistrz Polski w piłce wodnej oraz dwukrotny wicemistrz Słowacji.